# Démètre de Gap
Pour les articles homonymes, voir Démétrios.
Démètre de Gap est, selon la tradition, l'évangélisateur de la cité de Gap dans les premiers siècles et le 1er évêque de Gap ; mort en martyr, il est vénéré comme saint par l'Église catholique et l'Église orthodoxe et fêté le 26 octobre.

## Biographie
Né en Grèce romaine, il est envoyé par les apôtres de Jésus-Christ ou leurs successeurs, avec un groupe de missionnaires pour évangéliser la Gaule romaine. Il se peut qu'il soit un disciple de Jean qui en parle dans son troisième épître (3 Jn 1,12). Selon une autre hypothèse, Démètre va à Lyon avec un groupe de missionnaires envoyés par Polycarpe de Smyrne : diacre de Vienne, il convertit les populations des Alpes occidentales et s'établit à Gap. Son succès missionnaire excite la fureur des prêtres romains qui le font condamner à mort.

## Culte
Ses reliques sont d'abord vénérées dans l'église Saint-Jean-le-Rond de Gap. Lors des guerres de religion, elles sont transportées à Sisteron par Pierre Paparin, évêque de Gap. Son successeur, Charles-Salomon du Serre, les rapporte à Gap en 1616 avec celles de saint Arnoux. Elles sont cachées sous le pavé du maître-autel de la cathédrale pendant l'invasion du Dauphiné en 1692 par Victor-Amédée II, duc de Savoie. Charles-Bénigne Hervé les fait exhumer après le retrait des troupes et les place dans un coffre en bois de noyer orné de dorure. Elles sont vénérées jusqu'en 1764, date où son culte est remplacé par celui de saint Démétrios de Thessalonique et ses reliques déposées dans une armoire de la sacristie de la cathédrale. Le 20 avril 1845, Jean-Irénée Depéry, évêque de Gap, reconnaît l’authenticité des reliques et les place dans un nouveau coffret de bois. Le 29 septembre suivant, il publie un mandement pour rétablir le culte de saint Démètre et fixe sa fête au 26 octobre comme c'était l'usage dans les anciens bréviaires et missels. Les ossements sont ensuite portés en procession dans les rues de Gap et déposés le 26 octobre 1845 dans la cathédrale.